# Sijiu
Sijiu (kinesiska: 四九) är en köping i sydöstra Kina. Den ligger i Taishan i staden Jiangmen i provinsen Guangdong, omkring 110 kilometer söder om provinshuvudstaden Guangzhou. Antalet invånare är 37 402. Befolkningen består av 18 676 kvinnor och 18 726 män. Barn under 15 år utgör 12,0 %, vuxna 15-64 år 75 %, och äldre över 65 år 12,0 %.